# Gianina Vlad
Gianina Vlad, z domu Rusu (ur. 7 grudnia 1974) – rumuńska lekkoatletka, tyczkarka.
Dwukrotna mistrzyni Rumunii (1995 i 1997).